# Satoru Asari
Satoru Asari (浅利 悟 Asari Satoru?, nacido el 10 de junio de 1974 en Saitama) es un exfutbolista japonés. Jugaba de centrocampista y su último club fue el FC Tokyo de Japón.

## Trayectoria

### Clubes
| Club     | País  | Año         |
| -------- | ----- | ----------- |
| FC Tokyo | Japón | 1997 - 2009 |

## Palmarés

### Títulos nacionales
| Título         | Club     | País  | Año  |
| -------------- | -------- | ----- | ---- |
| Copa J. League | FC Tokyo | Japón | 2004 |
| Copa J. League | FC Tokyo | Japón | 2009 |